# Сборная Литрима по гэльским играм
Сборная Литрима по гэльским играм, как орган управления — Литримский совет Гэльской атлетической ассоциации или Совет графства Литрим при Гэльской атлетической ассоциации (англ. Leitrim County Board of the Gaelic Athletic Association / Leitrim GAA, ирл. Cumann Lúthchleas Gael Coiste Chontae Liatroma / CLG Coiste Chontae Liatroma), транслитерированное название Литрим ГАА — команда графства Литрим, выступающая в соревнованиях Гэльской атлетической ассоциации. Относится к числу 32 команд графств острова Ирландия, заведует развитием гэльских игр в графстве Литрим.
Команда Литрима выступает в чемпионатах Коннахта и традиционно считается одной из слабейших команд графства и всей Ирландии, за что получила прозвище «типично мелкая рыбёшка Коннахта» (англ. Connacht's traditional minnows) и «Золушкино графство ГАА» (англ. GAA's Cinderella county). Сборная по гэльскому футболу играет в 4-м дивизионе Национальной футбольной лиги; в её активе всего два титула чемпионов Коннахта (1927 и 1994). Редкими достижениями являются две победы в лиге FBD Insurance (2013 и 2014).

## Гэльский футбол

### История
История гэльского футбола в Литриме не отмечена множеством побед. Их дебютом на Всеирландских чемпионатах стал 1907 год, где команда Литрима проиграла Роскоммону со счётом 0-1 — 0-3 в первой же встрече (полуфинал). Первую победу клуб одержал в 1910 году, обыграв в четвертьфинале первенства Коннахта Слайго со счётом 0-3 — 0-0 и проиграв Голуэю в полуфинале.
Следующая победа состоялась только в 1914 году, когда Литрим обыграл Слайго со счётом 5-7 — 0-2 и впервые вышел в финал первенства Коннахта, но проиграл Роскоммону. В полуфинале 1924 года матч против Мейо завершился вничью, однако после отказа Литрима играть дополнительное время в финал вышел Мейо, обыгравший в переигровке Голуэй. В 1927 году команда Шона О’Хэхира, отца радиокомментатора Майкла О’Хэхира, сумела всё же выиграть чемпионат Коннахта не без помощи везения: полуфиналисты в лице Роскоммона лишились пяти игроков, которые не добрались на матч из-за поломки машины. Литрим победил в финале и вышел на Керри, которому проиграл всего два очка во всеирландском полуфинале.
С 1957 по 1960 годы Литрим четыре раза подряд выходил в финал чемпионата Коннахта и, несмотря на присутствие звёздных Кэтала Флинна, Колина Макналти и Пэки Макгарти, проиграл все четыре финала Голуэю. В финале 1958 года в середине второго тайма Флинн сравнял счёт 1-6, но даже это не спасло от поражения от Голуэя с разницей в два очка. В 1966 году Флинн завершил карьеру, а Макгарти через год закончил играть после финала, в котором Мейо буквально разнёс команду Литрима 4-15 — 0-7. В 1959 году Литрим после победы во втором дивизионе Национальной футбольной лиги в полуфинале проиграл Дерри с разницей в 7 очков. В 1977 году молодёжная команда Литрима, ведомая Майклом Мартином, в Кэррике-он-Шеннон была близка к победе над Керри, но проиграла со счётом 3-8 — 3-13.
Джон О’Махони был назначен тренером сборной и строил новую команду на базе состава чемпионов Коннахта 1991 года среди молодёжи (до 21 года). В 1994 году Литрим вышел в финал чемпионата Коннахта, сумев с большим трудом обыграть с разницей в одно очко Роскоммон и только в переигровке с той же разницей в очко обыграть Голуэй. Команде Литрима противостояла сборная графство Мейо, откуда был родом сам О’Махони. В финале на «Доктор-Хайд-Парк» литримцы победили с разницй в 2 очка, и многие полагают, что именно заслуги О’Махони являются наибольшими в победе команды, которая традиционно не считалась фаворитом. В полуфинале Литрим попал на Дублин и был нещадно бит на «Кроук Парк». С момента проигрыша Слайго в 1989 году Литрим успел проиграть много встреч в решающие моменты с небольшой разницей: через год после своего провинциального успеха в 1995 году он проиграл Голуэю с разницей в одно очко, в 1996 году — в два очка. А после ухода Деклана Дарси и его переезда в Дублин для Литрима наступила чёрная полоса.
В 2013 году в Лиге FBD Insurance Литрим сенсационно одержал победу, сокрушив южного соседа из Слайго в финале — это был лишь четвёртый трофей в активе всего графства на гэльских играх и первый с 1994 года. Газета Irish Independent даже шутила, что теперь уж после этого матча в Литриме сумеют подоить всех коров, поскольку впервые за 19 лет у Литрима появился повод радоваться и праздновать победу в турнире провинции Коннахт. Через год команда повторила успех, победив Роскоммон в финале.

### Достижения[7]
- Всеирландские чемпионы (вторые составы): 1990
- Чемпионы Коннахта: 1927, 1994
- Победители лиги FBD Insurance[англ.]: 2013, 2014
- Чемпионы Коннахта среди дублёров[англ.]: 1938, 1941, 1946, 1952, 1962, 2004, 2017[8]
- Чемпионы Коннахта (до 21)[англ.]: 1977, 1991
- Чемпионы Коннахта среди юниоров[англ.]: 1945, 1956, 1998
- Победители юниорской лиги Коннахта: 1983
- Чемпионы Коннахта среди школьников: 1972, 1984, 1995

### Именитые игроки
- Кэтал Флинн[англ.]: участник всеирландских чемпионатов 1960, 1961
- Пэки Макгарти[англ.]: участник всеирландских чемпионатов 1957, 1958
- Микки Куин[англ.]: член символической сборной 1990
- Шеймус Куинн[англ.]: член символической сборной 1994

### Текущий состав
- Менеджер[англ.]: Киллиан Сколлан
- Тренер: Орео Сколлан

Стартовый состав на матч Всеирландской квалификации чемпионата по гэльскому футболу против Уиклоу (6 июня 2019).
| \| Номер \| Имя \| Позиция \| Клуб \| \| ----- \| -------------- \| ------------ \| ---------------------------- \| \| 1 \| Кэтал Маккранн \| Вратарь \| Гортлитрек[англ.] \| \| 2 \| Падди Магуайр \| Защитник \| Гленкар-Манорхэмилтон[англ.] \| \| 3 \| Майкл Макуини \| Защитник \| Сент-Мэрис Килтогерт[англ.] \| \| 4 \| Эйдан Флинн \| Защитник \| Гэл Литрима \| \| 5 \| Конор Рейнолдс \| Защитник \| Аннадуфф \| \| 6 \| Марк Планкетт \| Защитник \| Аканвулин \| \| 7 \| Рэймонд Малви \| Защитник \| Сент-Мэрис Килтогерт[англ.] \| \| 8 \| Ошин Маккаффри \| Полузащитник \| Шон О’Эйслинн, Баллинамор \| \| 9 \| Шей Моран \| Полузащитник \| Шон О’Эйслинн, Баллинамор \| \| 10 \| Домнал Флинн \| Нападающий \| Мохилл[англ.] \| \| 11 \| Шон Макуини \| Нападающий \| Акнашилин \| \| 12 \| Шейн Куинн \| Нападающий \| Мохилл[англ.] \| \| 13 \| Эван Суини \| Нападающий \| Гленкар-Манорхэмилтон[англ.] \| \| 14 \| Пирс Долан \| Нападающий \| Аканвулин \| \| 15 \| Райан О’Рурк \| Нападающий \| Нив Кэллин, Фионак \| |                |              |                           |
| Номер | Имя            | Позиция      | Клуб                      |
| 1 | Кэтал Маккранн | Вратарь      | Гортлитрек                |
| 2 | Падди Магуайр  | Защитник     | Гленкар-Манорхэмилтон     |
| 3 | Майкл Макуини  | Защитник     | Сент-Мэрис Килтогерт      |
| 4 | Эйдан Флинн    | Защитник     | Гэл Литрима               |
| 5 | Конор Рейнолдс | Защитник     | Аннадуфф                  |
| 6 | Марк Планкетт  | Защитник     | Аканвулин                 |
| 7 | Рэймонд Малви  | Защитник     | Сент-Мэрис Килтогерт      |
| 8 | Ошин Маккаффри | Полузащитник | Шон О’Эйслинн, Баллинамор |
| 9 | Шей Моран      | Полузащитник | Шон О’Эйслинн, Баллинамор |
| 10 | Домнал Флинн   | Нападающий   | Мохилл                    |
| 11 | Шон Макуини    | Нападающий   | Акнашилин                 |
| 12 | Шейн Куинн     | Нападающий   | Мохилл                    |
| 13 | Эван Суини     | Нападающий   | Гленкар-Манорхэмилтон     |
| 14 | Пирс Долан     | Нападающий   | Аканвулин                 |
| 15 | Райан О’Рурк   | Нападающий   | Нив Кэллин, Фионак        |

## Хёрлинг
Литрим не добивался никаких успехов в хёрлинге долгое время, если не считать редкие победы в чемпионате Коннахта среди дублёров или юниоров. 20 мая 2017 года в 5-м раунде Кубка Лори Мигера Литрим нанёс поражение Слайго со счётом 3-15 — 3-08 и вышел в финал на Кроук Парк, где проиграл Уорикширу со счётом 0-17 — 0-11. 22 июня 2019 года в игре против Ланкашира в дополнительное время Литрим взял верх 2-23 — 2-22 и выиграл свой кубок Лори Мигера, получив право сыграть в кубке Никки Ракарда в 2020 году.

### Достижения[7]
- Обладатели Кубка Лори Мигера[англ.]: 2019[англ.]
- Чемпионы Коннахта среди дублёров[англ.]: 1969, 1970, 1975, 1976
- Чемпионы Коннахта среди юниоров[англ.]: 1965
- Обладатели Щита лиги Коннахта: 2022

## Женский гэльский футбол
Должность тренера занимает Лиз Хёрли.

### Достижения[7]
- Всеирландские чемпионки среди дублёров[англ.]: 1988
- Всеирландские чемпионки второго эшелона[англ.]: 2007
- Финалистки всеирландского чемпионата[англ.]: 1984
- Чемпионки Коннахта: 1981, 1982, 1983, 1984, 1985, 1991, 1992

## Камоги
В 2010—2015 годах в графстве действовал план развития камоги под девизом «Наша игра, наша страсть» (англ. Our Game, Our Passion); к 2015 году планировалось создать пять новых клубов по этому виду спорта.
В основных взрослых соревнованиях по камоги Литрим не участвует.